# Domaine de la Garenne Lemot
Vous lisez un « bon article » labellisé en 2011.
Le domaine de la Garenne Lemot est un parc situé sur les communes de Gétigné et Clisson en Loire-Atlantique, ainsi que Cugand en Vendée. Il a été créé par le sculpteur François-Frédéric Lemot au début du XIXe siècle. L'ensemble se veut un hommage aux paysages et à l'architecture de l'Italie. Le domaine se compose d'une villa néo-palladienne surplombant la vallée de la Sèvre nantaise ainsi que des bois et des jardins où sont érigées des fabriques et des statues rappelant le style Antique ainsi que les maisons du jardinier et du portier de style italianisant.
Le conseil général de la Loire-Atlantique a acheté le domaine à la famille Lemot en 1968. Il est inscrit au titre des monuments historiques l'année suivante, et classé par étapes depuis 1988. Actuellement, c'est un lieu de promenade et un centre culturel où sont régulièrement organisés des expositions d'art contemporain et des spectacles.

## Situation
Le domaine de la Garenne Lemot est situé au sud-est du département de la Loire-Atlantique, à la limite de la Vendée, dans la vallée de la Sèvre nantaise. En limite sud-est de la commune de Clisson, il s'étend principalement sur le territoire de la commune de Gétigné. Le parc occupe tout un pan de coteau au sein d'une boucle formée par la rivière, depuis les hauteurs situées à trente-cinq mètres d'altitude en bordure de l'ancienne route nationale 149 entre Nantes et Poitiers, jusqu'aux bords de l'eau, vingt mètres plus bas. La surface totale du domaine est de 13 hectares. Il est ouvert tous les jours au public, en accès libre.
Cependant, le parc a la particularité de posséder des éléments situés en dehors du domaine, de l'autre côté de la rivière, et placés là pour répondre et créer des perspectives avec les bâtiments et aménagements des jardins. Ces fabriques sont situées sur le territoire des communes de Clisson et de Cugand.

## Histoire

### Origine du site
À l'origine, le terrain dit « bois de la Garenne » est une réserve de chasse appartenant aux seigneurs de Clisson. Le site se trouve sur un terrain granitique, alors couvert de landes et d'environ quatre cents chênes.
Pendant la Révolution française, lors des guerres de Vendée, la vallée de Clisson est ravagée. Contre la levée en masse de trois cent mille hommes par la Convention en 1793, le district de Clisson entre en insurrection. Après des combats entre Vendéens et Républicains, les « Mayençais » de Jean-Baptiste Kléber mettent le feu au château de Clisson et à un bon nombre de maisons. En janvier 1794, les colonnes infernales finissent de détruire Clisson, l'église et les maisons du bourg de Gétigné notamment. La population de la ville utilise d'ailleurs les chênes de la garenne vers 1796 pour se construire des abris en attendant la reconstruction de leur maison. C'est dans ce contexte de reconstruction de la vallée que l'arrivée de François-Frédéric Lemot change la destinée du domaine.

### Un lieu d'inspiration pour les artistes

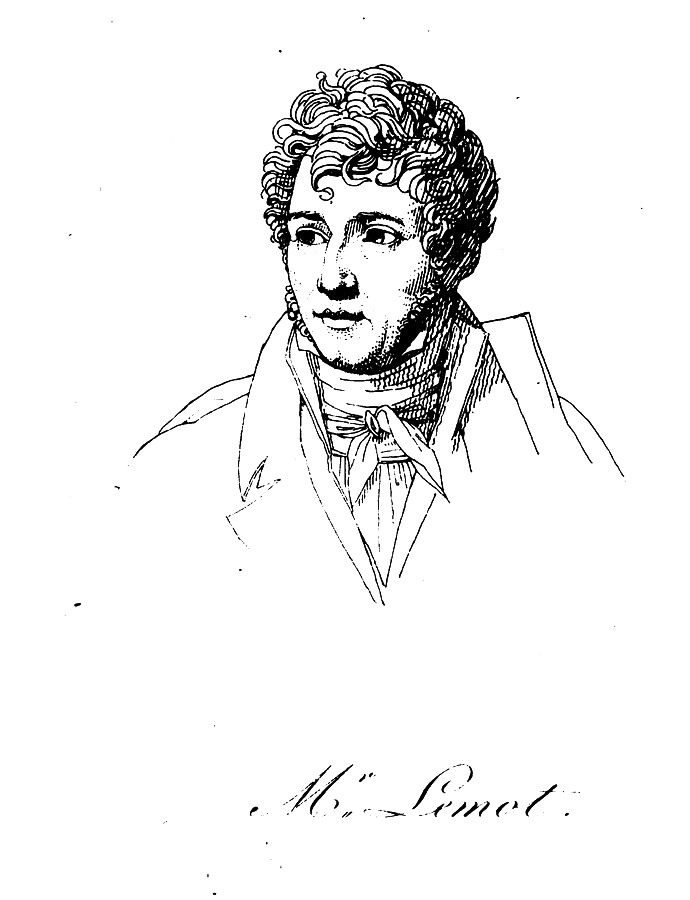
François-Frédéric Lemot.

En 1805, François-Frédéric Lemot, sculpteur d'origine lyonnaise, est attiré à Clisson par François Cacault (1743-1805), diplomate et ancien député de la Loire-inférieure. Celui-ci, avec son frère Pierre (1744-1810) qui est artiste peintre, y ont fondé un musée avec les nombreuses collections d'œuvres d'art accumulées pendant leurs séjours en Italie. 
Les deux hommes souhaitent tous deux en faire un lieu d'accueil pour les artistes. En poste à Rome durant un temps, François Cacault a, en effet, eu l'occasion de fréquenter les artistes pensionnaires à l'Académie de France à Rome dont  François-Frédéric Lemot, prix de Rome de sculpture en 1790. En s'installant à Clisson, les artistes autour de Cacault tentent d'y retrouver les peintures de paysage de la campagne romaine dans les coteaux dominant la Sèvre. 
D'après François-Frédéric Lemot, Nicolas Poussin se serait inspiré de la vallée de la Sèvre pour peindre les paysages de son tableau Diogène jetant son écuelle, actuellement conservé au musée du Louvre. Cette légende est fausse mais reste une invitation pour les artistes à parcourir la région. Le sculpteur, dès son arrivée en 1805 avec d'autres artistes, y est frappé par la ressemblance avec l'Italie : 
« En arrivant à Clisson, je fus tellement surpris et frappé du grand caractère du paysage que je me crus transporté en Italie. Je ne pouvais assez contempler la richesse et la variété de ses tableaux admirables, où la nature semblait déployer toute sa magnificence pittoresque. Le bois de la Garenne surtout, me retenait sans cesse par la beauté de sa végétation de ses rochers, de ses cascades, l'étendu de ses points de vue, et la nuit me surprenait toujours le crayon à la main dans ces promenades solitaires »
— François-Frédéric Lemot, Notice historique sur la ville et le château de Clisson, 1812

### Transformation du site par Lemot
François-Frédéric Lemot acquiert cette propriété de la Garenne dès le 26 juin 1805 et réalise aussitôt les dessins préparatoires de son projet de domaine. Il l'aménage sans interruption jusqu'à sa mort en 1827. Les inspirations sont toujours italiennes ; François-Frédéric Lemot veut recréer une peinture de paysage historique idéale évoquant comme dans les œuvres de Poussin la campagne de Toscane, du Latium et d'Ombrie. Le sculpteur veut donner au site un air de Tivoli, ville spectaculaire et grand paysage , qui est le sujet d'étude préféré des artistes qui séjournent en Italie. Il fait appel à l'architecte nantais Mathurin Crucy, lui aussi grand prix de Rome en 1774, pour mettre en plan ses dessins. L'ensemble du projet est suivi sur place par le régisseur clissonnais du domaine, Joseph Gautret (1771-1855) qui réside dans la maison du jardinier. La correspondance entre les deux hommes permet de mieux connaître les étapes de l'aménagement du domaine,. La propriété représente une surface totale de vingt-cinq hectares dont le parc n'est que le centre : le baron Lemot est un véritable propriétaire terrien, possédant de nombreuses métairies. Ses propriétés sont d'ailleurs élevées au rang de Majorat la veille de sa mort,.
Le parc est aménagé à partir de 1806 ; François-Frédéric Lemot y fait planter 280 arbres suivis d'un millier de peupliers l'année suivante aux abords de la Sèvre et sur les îles de la rivière. Gautret et ses employés consacrent 360 journées de travail à cette tâche ainsi qu'à l'élimination des broussailles et autres ronces. Le régisseur se procure même des furets pour éliminer les lapins de la garenne. Au même moment, trois allées sont tracées, convergeant vers la terrasse et le futur emplacement de la villa. Les petits sentiers sont bordés de lilas et noisetiers. François-Frédéric Lemot réclame une végétation très dense sur la majeure partie du parc afin de ménager des effets de surprises. Un potager, aujourd'hui disparu, est tracé et enclos entre 1807 et 1808 : tout autour d'un bassin, une pépinière d'une surface de trois hectares est plantée dans le but de faire parvenir à maturité les différentes espèces avant leur plantation dans le parc. Sur les berges de la Sèvre, le terrain est nivelé à partir de septembre 1806 et une prairie y est aménagée. Entre 1807 et 1809, deux cents peupliers sont plantés le long des berges ainsi que sur les petites îles de même qu'une centaine de saules. Certains aménagements du parc suivent à la lettre le chapitre "les Jardins" du traité de Pierre Henri de Valenciennes : Éléments de perspective pratique, a l'usage des artistes, suivis de réflexions et conseils à un élève sur la peinture, et particulièrement sur le genre du paysage, Paris, Victor Desenne, J.-B.-M. Duprat, Jules-Louis-Melchior Porthmann, 1799. Le parc est ainsi la recomposition d'une peinture de paysage historique à l'échelle de la nature, ce qui en fait un projet tout à fait unique en son genre.
Gautret emploie jusqu'à treize personnes pour l'entretien du parc. Les graines sont transportées depuis Nantes ou Paris. Pour le choix des arbres sont privilégiées les espèces locales, accompagnées d'arbustes pour créer des fourrés. On trouve aussi de nombreux pins qui sont plantés jusque sur les coteaux de l'autre côté de la Sèvre, entre l'obélisque et le château de Clisson, à partir de 1809. François-Frédéric Lemot déclare en effet : « Je veux multiplier beaucoup cet arbre dans le parc et dans le pays, ce qui lui donnera tout à fait l'aspect de l'Italie » (7 mars 1809). Des rosiers sont installés à partir de 1814. À partir de cette même date, des vignes sont également plantées : tout d'abord des vignes de chasselas sur des piliers en brique sur le chemin de l'entrée principale formant une treille. Puis quatre mille pieds de vigne sont installés sur le versant ensoleillé du coteau en 1827. Il faut attendre la fin du XIXe siècle pour voir s'implanter des espèces d'arbres exotiques.
Les bâtiments sont construits dans des styles d'inspiration italienne. La maison du jardinier est construite de 1811 à 1815 semble-t-il selon les plans de Mathurin Crucy ou bien de  François Léonard Seheult. Crucy dessine des plans pour une villa dont la construction commence en 1816. Les travaux et plans sont repris par l'architecte parisien Pierre-Louis van Cleemputte (1758-1834) en 1824, mais François-Frédéric Lemot n'en voit jamais la fin. Les fabriques du jardin sont construites par Mathurin Crucy et François-Frédéric Lemot entre 1818 et 1823. À sa mort, François-Frédéric Lemot est enterré dans le temple de l'amitié, ancienne chapelle funéraire aménagée dans le cimetière de la ville de Clisson, en face du château, de l'autre côté de la Sèvre.

### Évolution du site après la mort de François-Frédéric Lemot
Le fils de François-Frédéric Lemot, Barthélémy (1810-1883), décide de s'installer à Clisson en 1841 et devient plusieurs fois maire de la ville jusqu'en 1881. Il achève l'aménagement de villa, mais fait également construire le belvédère, l'escalier monumental, la galerie des Illustres, la colonnade en pierre fermant la cour et la glacière. En tant que premier magistrat de la commune, il promeut le style italianisant dans la construction de plusieurs édifices publics.
Le domaine sert dans les années 1950 et 1960 de centre d'accueil sous le nom « Le Joyeux Nid » à destination d'enfants en difficulté confiés par l'aide sociale à l'enfance. Il reste la propriété des descendants du sculpteur jusqu'en 1968, date à laquelle le domaine est vendu au conseil général de la Loire-Atlantique. Le domaine commence alors à faire l'objet de mesures de protections au titre des monuments historiques. En 1969, la villa et le temple de Vesta sont inscrits, auxquels s'ajoutent la colonne d'Henri IV et le parc qui l'entoure en 1986. Par arrêté du 14 mars 1988, l'ensemble du parc et ses fabriques, l'extérieur de la villa et de la maison du jardinier sont classés au titre des monuments historiques, ainsi que les extérieurs du temple de l'Amitié et l'obélisque sur la rive gauche. En 2000, la maison du portier, dernier bâtiment non protégé, est classée.
Le domaine voit s'installer le Frac des Pays de la Loire en 1988 et ce jusqu'en 1994, date de son déménagement à Nantes. En 1990, une exposition documentaire sur l'histoire du domaine et sur l'architecture à l'italienne est aménagée à demeure à la maison du jardinier. Dans le même bâtiment, le centre d'étude sur le patrimoine et l'italianité en architecture (CÉPIA), organise alors des colloques, universités d'été sur site et réalise des publications dans le domaine de l'architecture et du patrimoine.

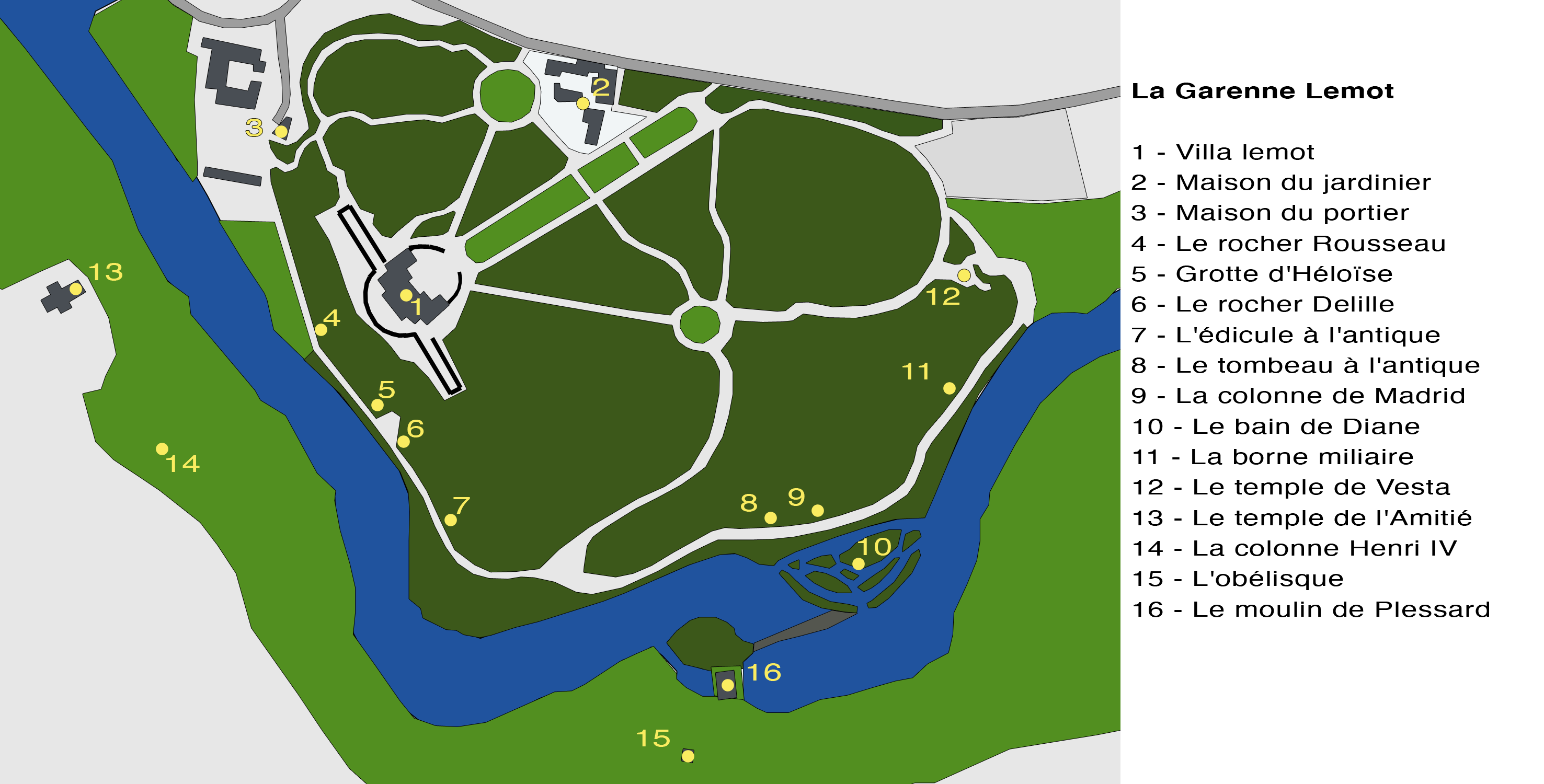
Plan du domaine de la Garenne Lemot.

## Architecture des bâtiments
François-Frédéric Lemot étant sculpteur et non architecte, il fait appel à des architectes néoclassiques pour la réalisation des bâtiments au sein du domaine. Cependant, on sait par ses dessins que c'est François-Frédéric Lemot qui définit les grandes lignes du projet architectural de tous ces bâtiments.

### Villa Lemot
Le bâtiment est édifié par l'architecte Pierre-Louis van Cleemputte (1758-1834), après plusieurs projets de Mathurin Crucy. Sa construction est prévue dès l'origine du projet, mais les travaux ne commencent qu'en 1824. Son architecture est de style néo-palladien. Composée d'un corps de bâtiment principal et de deux ailes en retour, la façade au sud-ouest s'ouvre par une loggia sur la vallée de la Sèvre et sur quelques fabriques situées en face, de l'autre côté de la rivière. Barthélemy Lemot fait ajouter au bâtiment un belvédère en son sommet, ainsi qu'une colonnade en hémicycle donnant sur les trois allées d'accès à la villa. En 1872, il confie à l'architecte Lenoir d'achever la loggia. Ce n'est que vers 1930 que l'ancienne allée du potager, en face de la villa, est élargie en grande allée d'accès, avec des statues de Diane, d'Hippomène et d'Atalante, ainsi que des cratères de fleurs.

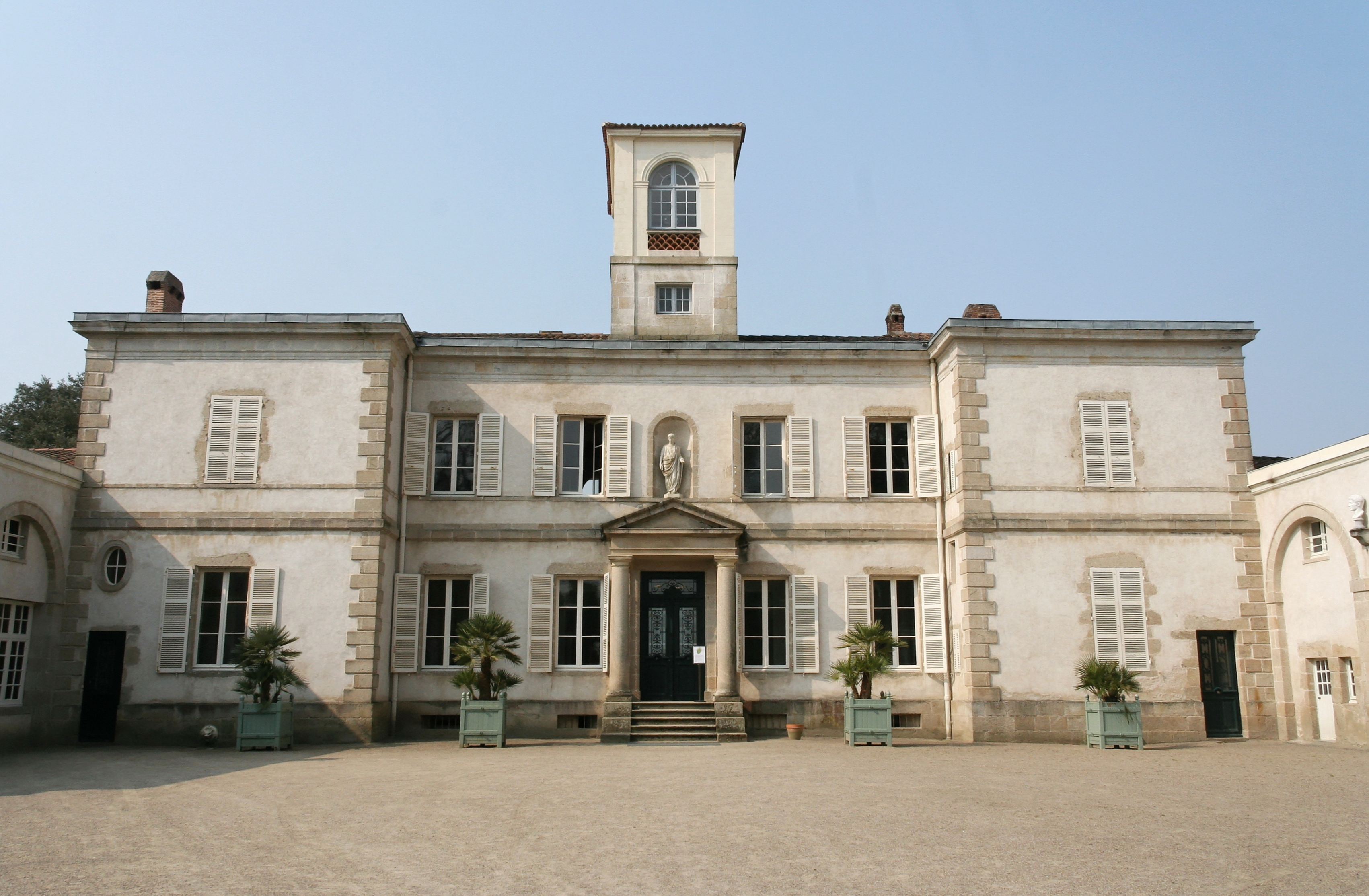
Façade nord-ouest de la villa.
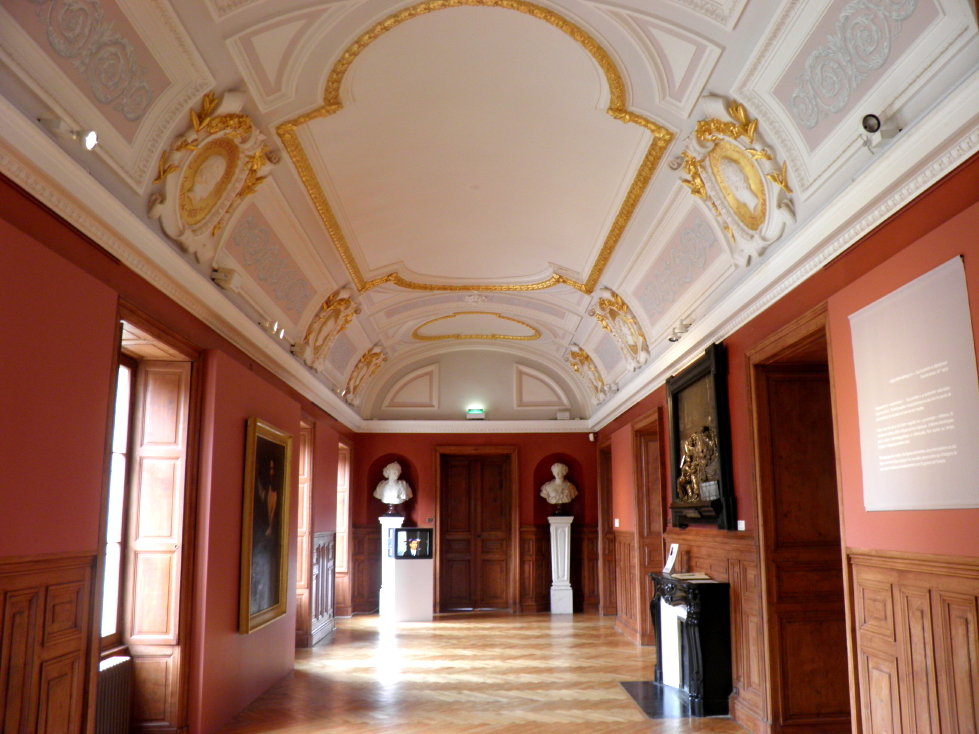
Galerie dite des Illustres au premier étage.
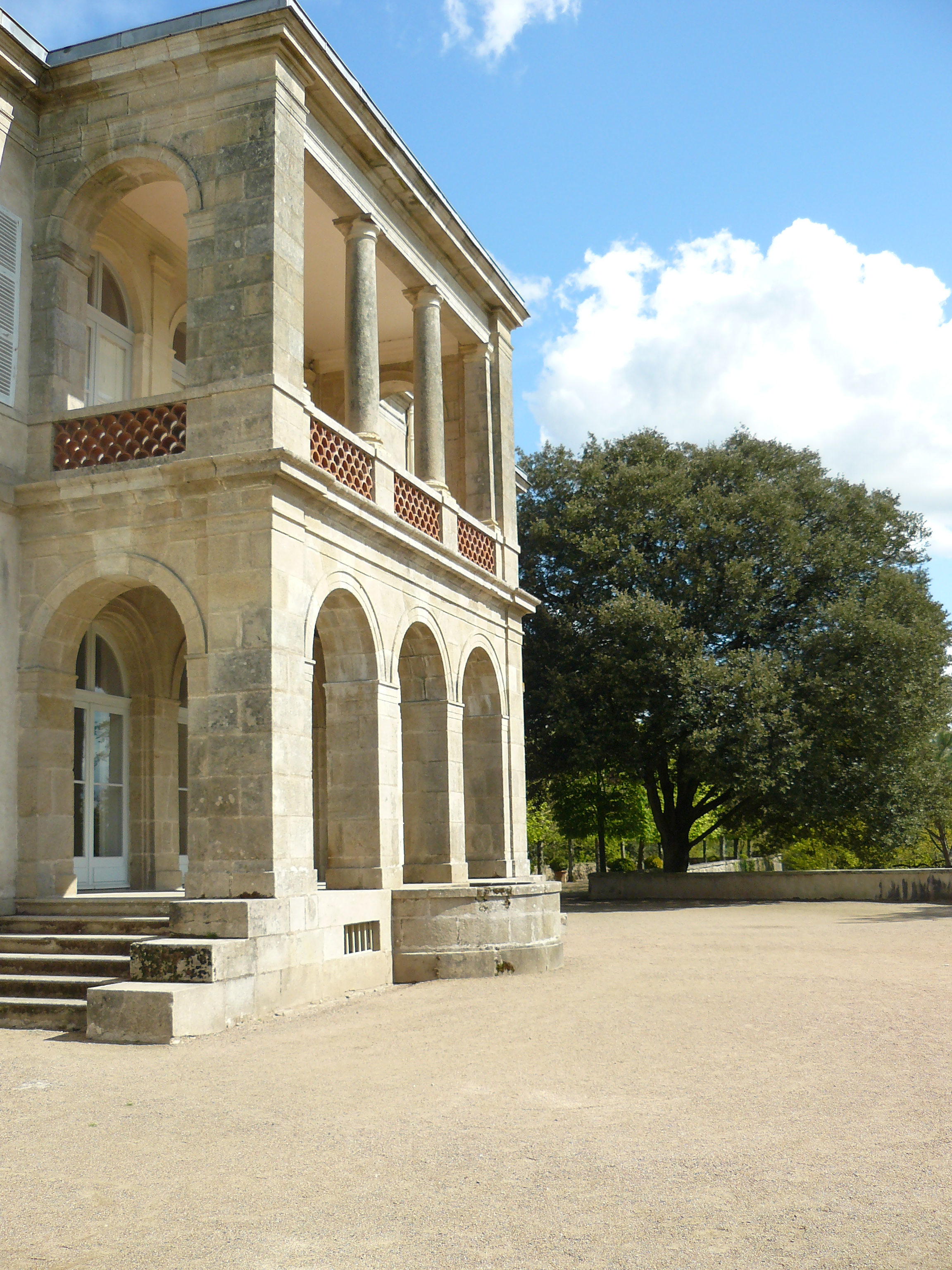
Façade sud-est de la villa.

À l'intérieur, Barthélémy Lemot fait aussi réaliser, vers 1866, l'aménagement de la galerie des illustres au premier étage de la villa. Celle-ci comprend des représentations en médaillon de son père ainsi que de sept autres artistes, amis de François-Frédéric : Claude Dejoux, sculpteur, professeur de Lemot, Charles Percier l'architecte, François Gérard le peintre, André Galle, sculpteur, François-Joseph Talma, le tragédien, François Adrien Boieldieu, compositeur et Antoine-Jean Gros lui aussi peintre. Ces médaillons sont réalisés à partir de portraits de David d'Angers. La galerie comporte aussi une série de quatre bustes allégoriques datant du XVIIe siècle représentant les saisons, œuvres d'Alessandro Rondoni ainsi qu'un moulage en bronze du Jugement de Salomon, œuvre prix de Rome de François-Frédéric Lemot en 1790,.
Centre de gravité du parc, la villa commande plusieurs points de vue sur différentes fabriques et monuments environnants : l'obélisque à l'antique à l'est, la statue de Henri IV et le temple de l'Amitié au sud et le château de Clisson à l'ouest.

### Maisons du jardinier et du portier
La maison du jardinier est le premier bâtiment construit dans le domaine, et ce, dans un style italianisant. Après un premier projet en 1808, Crucy ou peut être François Léonard Seheult[réf. nécessaire], dessinent les plans inspirés directement de l'architecture rurale toscane et ombrienne en 1809. Deux inspirations s'y distinguent : les murs crénelés et la tour du pigeonnier rappellent les castelli d'Ombrie. Par contre, le pavillon d'entrée agrémenté d'une galerie surmonté d'une loggia est directement inspiré de la casa colonica. Il s'agit d'un type de modèle architectural défini dans le cadre d'une réforme agraire lancée dans les campagnes toscanes, dans les années 1770, pour reloger les paysans dont les terres venaient d'être redistribuées. Mathurin Crucy et François-Frédéric Lemot souhaitent ainsi proposer un modèle de réforme agraire déjà éprouvé dans un contexte de reconstruction des campagnes environnantes. Les travaux commencent en 1811 pour s'achever en 1815. C'est le moellon qui est utilisé pour le gros œuvre, mais le caractère italien rural est rendu par l'apport de la brique chantignolle, de forme allongée (dix-sept centimètres de long pour deux centimètres d'épaisseur). Les toits, plats, sont couverts de tuile rouge, et la présence de serliennes et baies en plein cintre utilisant la brique donnent à l'ensemble son caractère méridional. La maison est complétée par une grange, deux remises et un pigeonnier. C'est surtout dans ce bâtiment qu'a logé François-Frédéric Lemot, la villa étant à peine achevée à sa mort.
La maison du portier est construite en 1817 à proximité des berges de la Sèvre. Située à l'une des entrées du parc, elle présente, par ses baies géminées, ses fenêtres en arc surbaissé à l'étage et l'escalier extérieur sous un auvent, une évocation des maisons rurales de l'Ombrie.

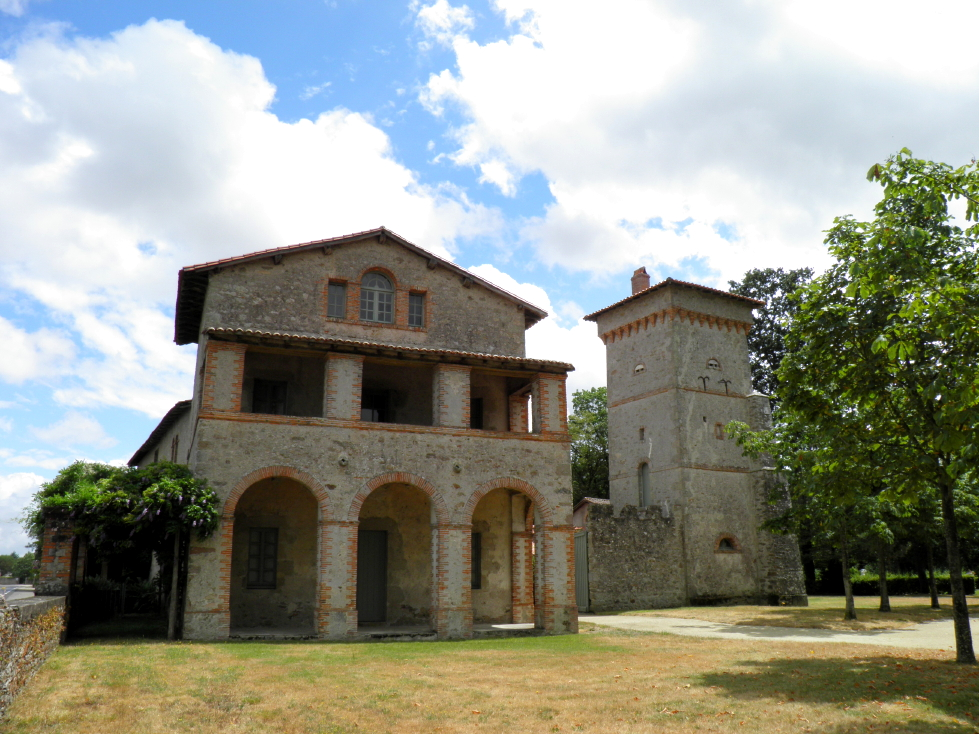
Maison du jardinier.
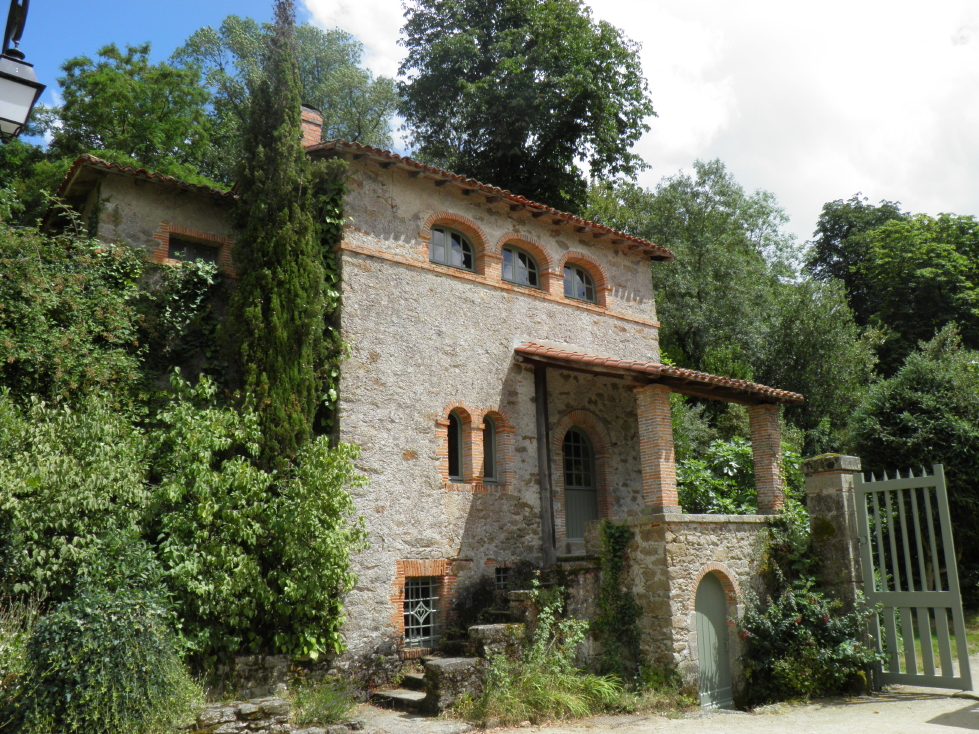
Maison du portier.

### Influence de l'architecture du domaine dans les environs

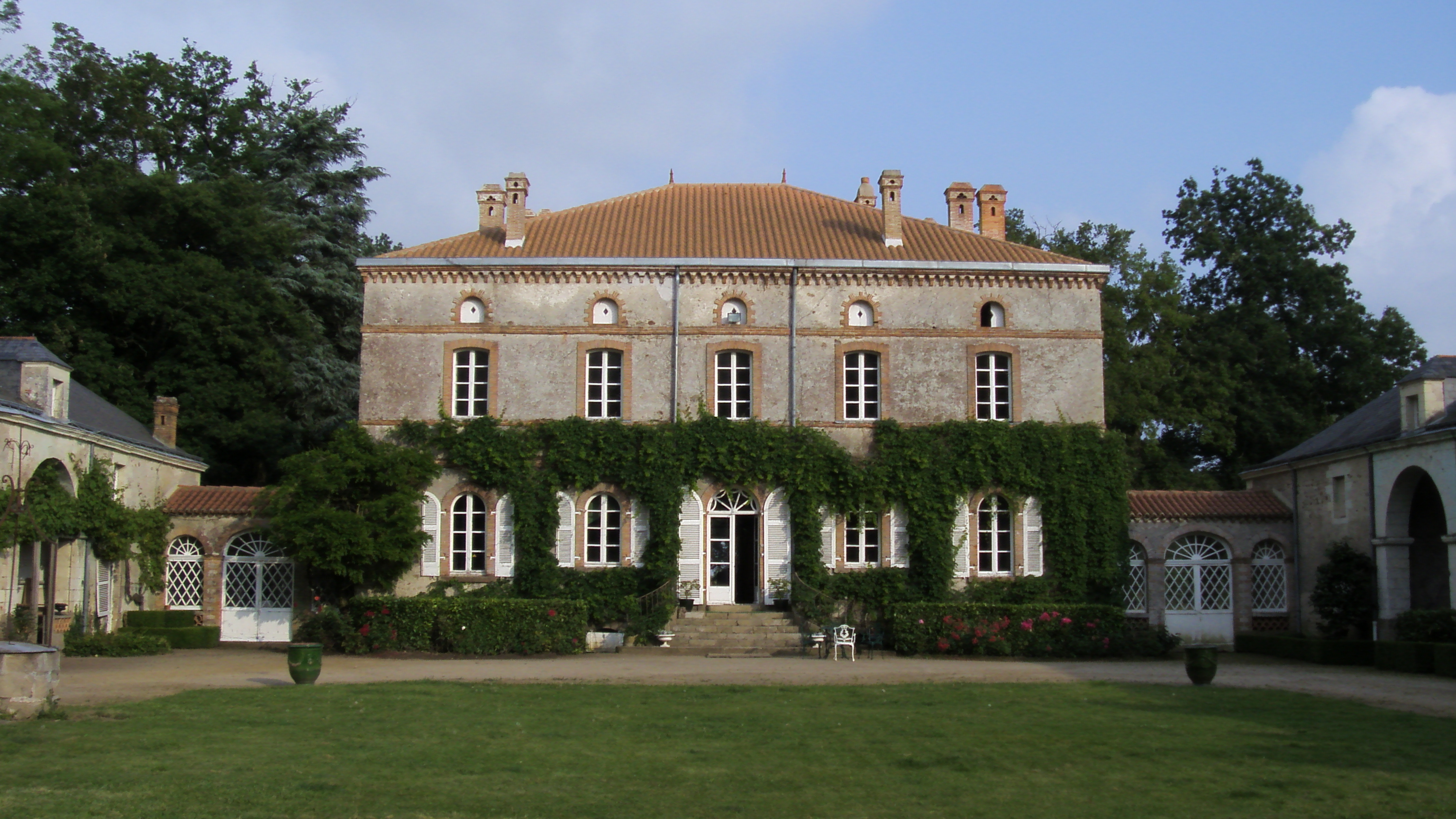
Logis principal du château de l'Oiselinière à Gorges

L'arrivée de François-Frédéric Lemot à Clisson correspond à une période de reconstruction et de transformation dans la ville et ses environs. Le style italianisant choisi pour le domaine par le sculpteur influence directement un certain nombre de bâtiments construits dans la commune et les résidences construites dans cette région de la vallée de la Sèvre. Ainsi, même si une première reconstruction de Clisson après la Révolution utilise des éléments architecturaux et des matériaux traditionnels pour la région, assez rapidement, un certain nombre de bâtiments s'inspirent directement du style italien introduit par François-Frédéric Lemot. Lors de son éloge funèbre prononcé par l'adjoint au maire de Clisson en 1827, celui-ci affirme que « pour lui plaire, nous cherchions dans nos constructions à nous rapprocher du genre pittoresque afin de le seconder dans ses vues ». L'utilisation de la brique de petite taille, de la tuile ronde, l'aménagement de serliennes, de baies géminées, de toits abaissés et de génoises sont là pour le montrer. Ces éléments architecturaux se retrouvent notamment dans l'ancien hôtel de l'Europe, construit en 1844-1845, dans la salle d'asile édifié par la commune en 1853 alors que Barthélémy Lemot est maire de la ville, la maison Busseuil, construit par un libraire nantais ami de Lemot.
L'influence architecturale de la Garenne Lemot se retrouve aussi dans plusieurs domaines édifiés au début du XIXe siècle dans la région de Clisson par de grands propriétaires venus de Nantes ou par des industriels nouvellement installés dans la vallée de la Sèvre. C'est le cas par exemple à Clisson même, au domaine de la Garenne Valentin. Le négociant Jacques-Charles Valentin, amis de Lemot, installe sa résidence dans l'ancien couvent des Bénédictines de la Trinité, qu'il réaménage et agrandit dans le style italien et néo-palladien entre 1810 et 1817. C'est le cas aussi du château de l'Oiselinière à Gorges, à quatre kilomètres au nord-ouest de Clisson dans le style rustique italien, ou encore du domaine de la Noë Bel-Air, à Vallet dans le style palladien. Cette influence se retrouve enfin dans plusieurs moulins et usines installés le long de la Sèvre.

## Fabriques

### Fabriques situées dans l'enceinte du domaine
Chaque fabrique du parc est inspirée directement de la littérature, d'un épisode de l'antiquité mais aussi de l'histoire nationale ou locale, sur le modèle des parcs du XVIIIe siècle comme celui d'Ermenonville.
Le temple de Vesta est la plus grande fabrique du parc, due sans doute à des plans de Mathurin Crucy, modifiés par Cleemputte et François-Frédéric Lemot. Construit de l'été 1819 à juillet 1822, c'est une allusion directe au temple de Vesta de Tivoli. Prenant la forme d'un tholos, de plan circulaire donc, elle est composée de dix-huit colonnes à chapiteaux doriques, et non corinthiens comme son modèle italien. Les fûts des colonnes ont été taillés dans un granit local mais les chapiteaux et les bases ont été sculptés à Paris. La cella centrale comporte une porte et trois fenêtres. Elle devait contenir en son centre une statue de marbre qui n'a jamais été réalisée. Par contre, les murs entre les fenêtres comportaient des bustes en plâtre et des statuettes en terre cuite qui ont aujourd'hui disparu. François-Frédéric Lemot souhaitait qu'un bassin aménagé derrière le temple permette d'alimenter une cascade passant sous la fabrique et dévalant jusqu'à la Sèvre, afin d'imiter toujours les jardins de Tivoli. Ce projet n'est pas mené à bien. Seul subsiste un passage voûté dans le soubassement en pierre.
La grotte d'Héloïse est aménagée dans le coteau face à la Sèvre. Elle constitue une allusion directe à Héloïse d'Argenteuil, maîtresse de Pierre Abélard, ce dernier étant né au Pallet, non loin de là. Dans cette grotte aménagée et transformée, une dédicace d'Antoine Peccot, neveu de Crucy, y est gravée en 1813 : « Héloïse peut-être erra sur le rivage ». En effet, selon Abélard lui-même, la future abbesse serait venue au village natal de son amant pour accoucher d'Astrolabe. François-Frédéric Lemot tente ainsi de faire croire qu'elle l'aurait fait sur les rives de la Sèvre, dans l'actuel parc. L'allusion marque aussi l'intérêt des débuts du romantisme pour le Moyen Âge,.
Le rocher Rousseau contient le poème de l'Anglais William Shenstone déjà gravé dans la grotte de la fontaine du parc d'Ermenonville. Ce dernier parc, l'un des plus célèbres parcs à fabriques du XVIIIe siècle en France, est un modèle à suivre pour François-Frédéric Lemot. Seul le premier vers change : « Ô limpide fontaine » est remplacé par « Ô limpide rivière », allusion à la Sèvre située à quelques mètres de là.

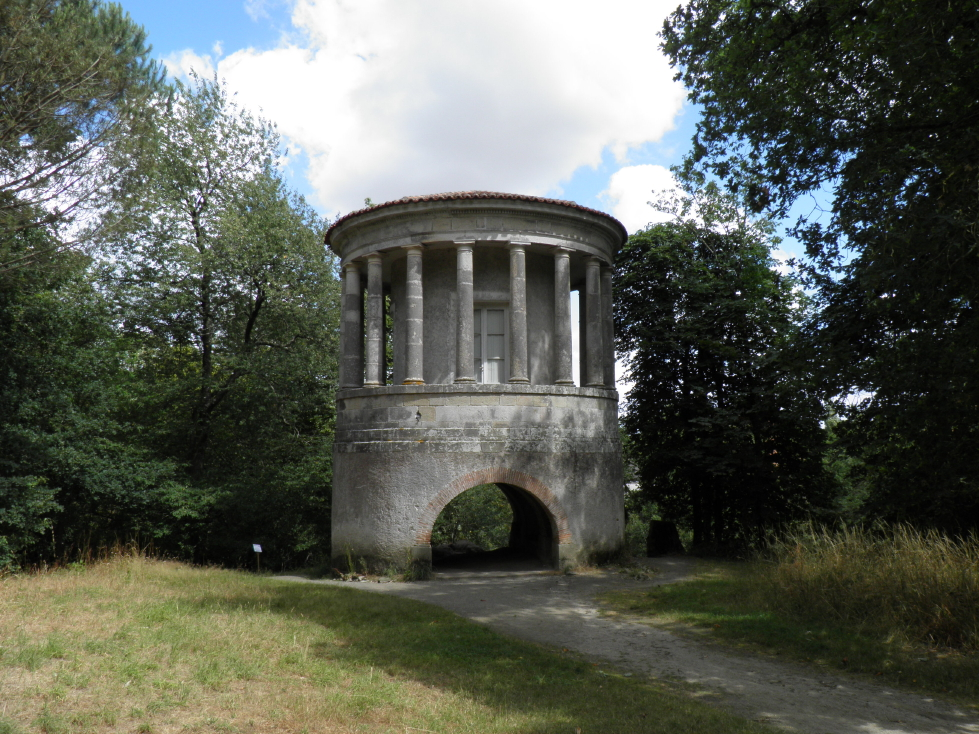
Temple de Vesta, fabrique du parc.
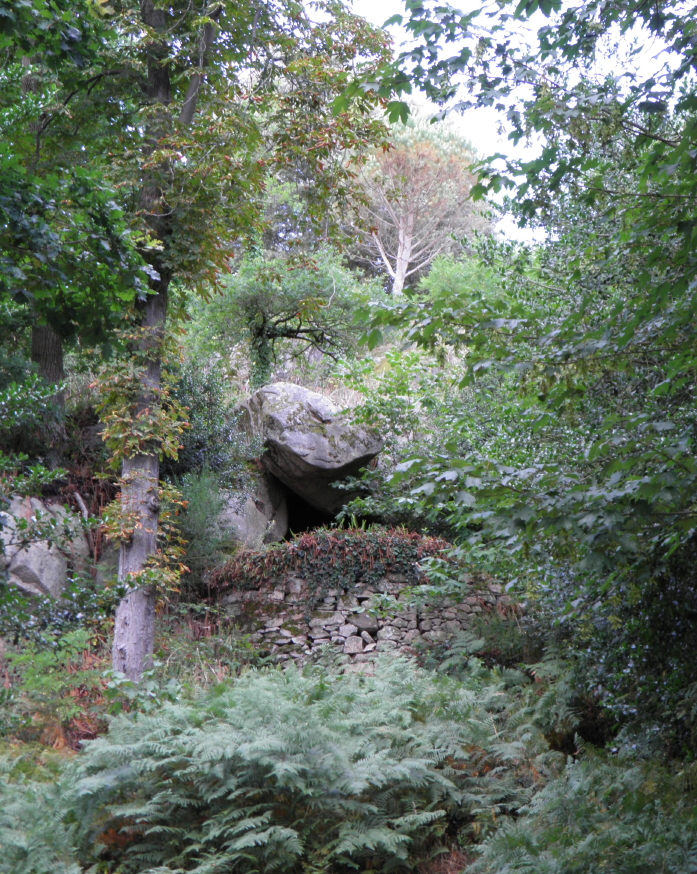
Grotte d'Héloïse.
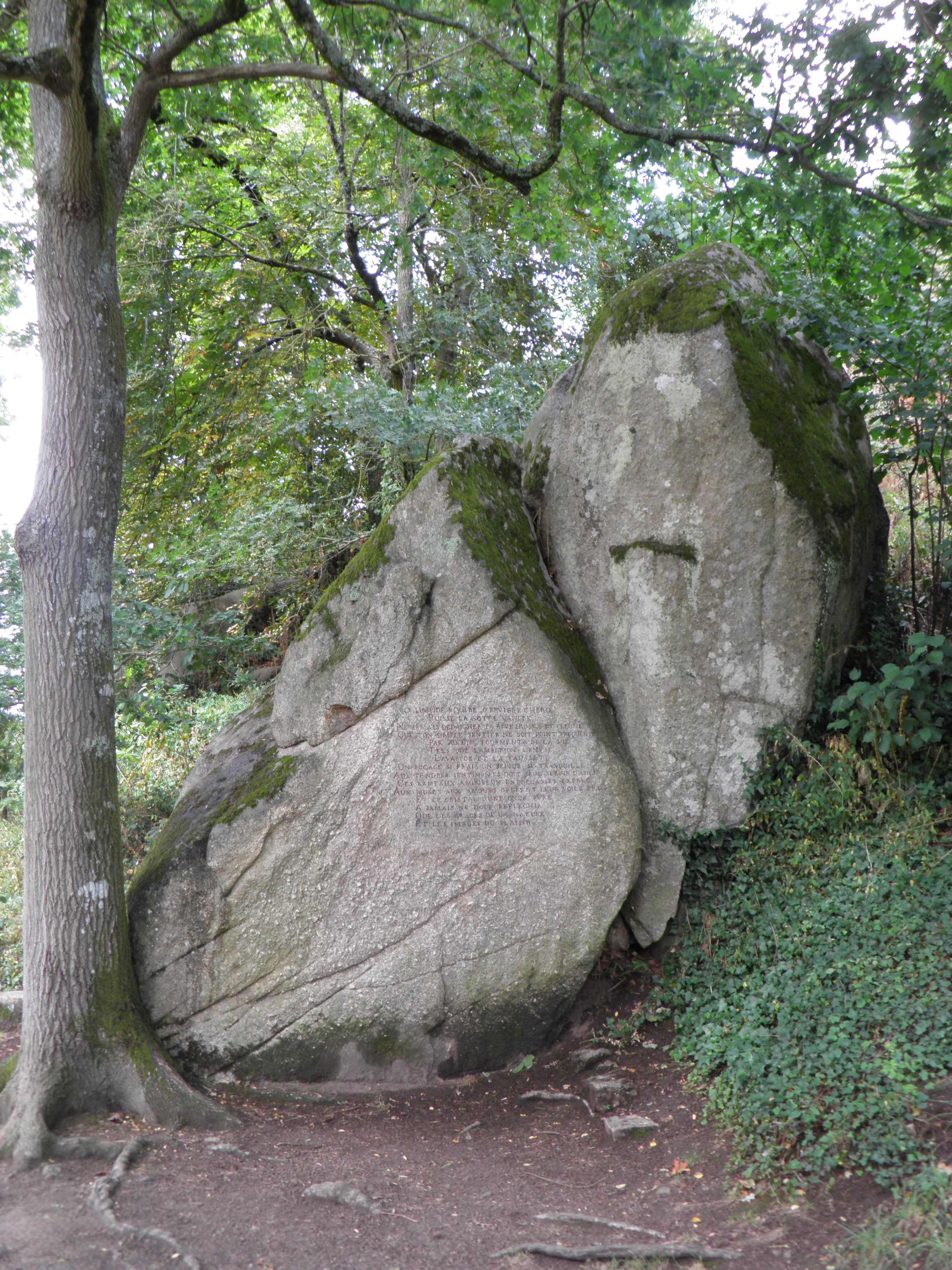
Rocher Rousseau.

Le rocher Delille supporte depuis 1815 le vers du poète Jacques Delille, tiré de son ouvrage Les Jardins : « Sa masse indestructible a fatigué le tems ». Cette citation est, elle aussi, déjà présente sur un rocher du parc de Mortefontaine, autre célèbre parc à fabriques du XVIIIe siècle situé toujours à proximité de la forêt d'Ermenonville. Au pied de ce rocher, à proximité du chemin qui y serpente, se trouve la statue d'un sénateur romain.
L'édicule à l'antique est dessiné par Crucy, prenant la forme d'un oratoire rural, tel un laraire antique. Comportant une niche circulaire d'un côté et une niche en hémicycle de l'autre, il était destiné à recevoir une statue de Cérès. Cette statue est aujourd'hui située dans l'allée centrale. L'édicule est construit en pierres et en briques.
Le tombeau à l'antique est dessiné lui aussi par Crucy. Sculpté par un tailleur de pierre local, il reprend la forme du tombeau de Jean-Jacques Rousseau sur l'île des Peupliers à Ermenonville. Il comportait l'inscription peinte et in Arcadia Ego aujourd'hui effacée. On retrouve aussi ce tombeau dans les peintures de Hubert Robert et cette inscription gravée sur une sépulture dans un tableau intitulé de la même manière signé de Nicolas Poussin. C'est une allusion à Virgile évoquant la fragilité du monde.

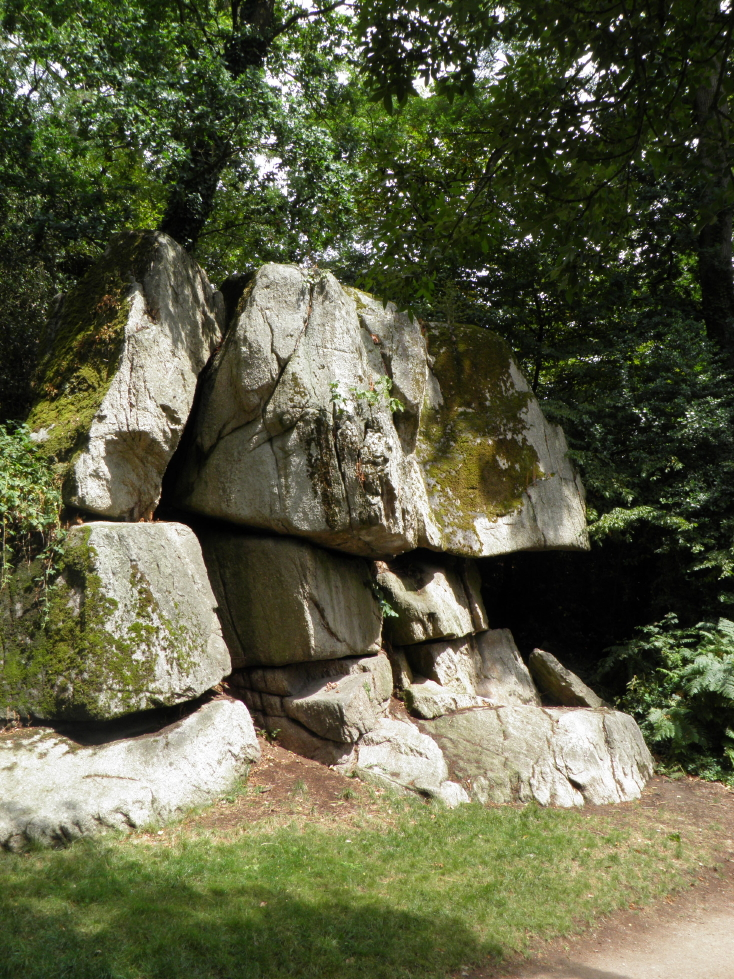
Rocher Delille.
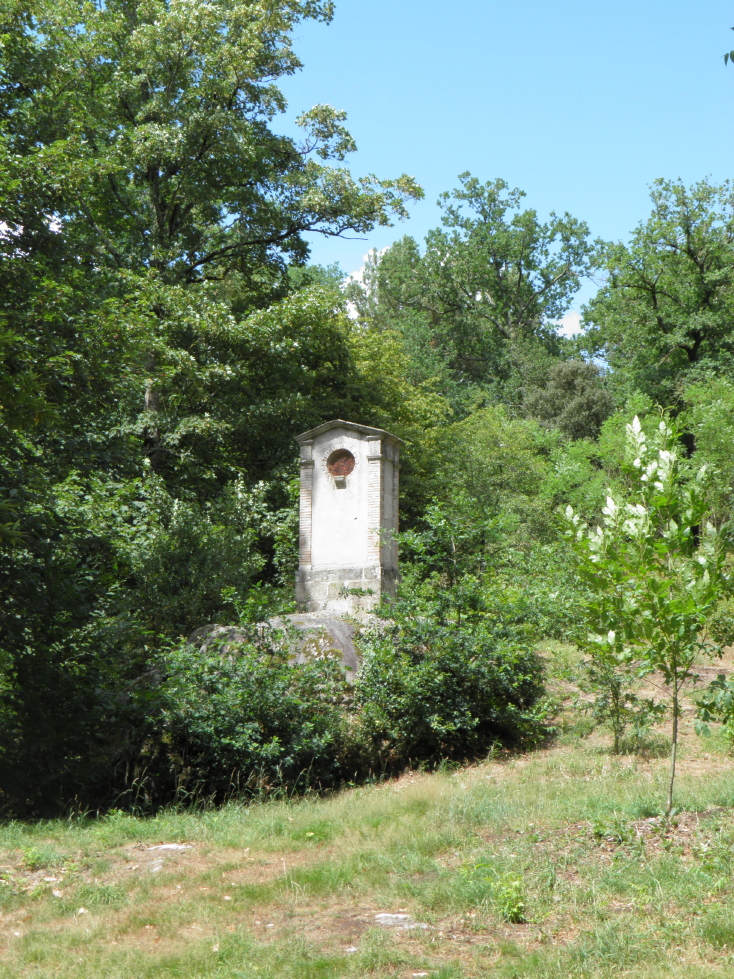
Édicule à l'antique.
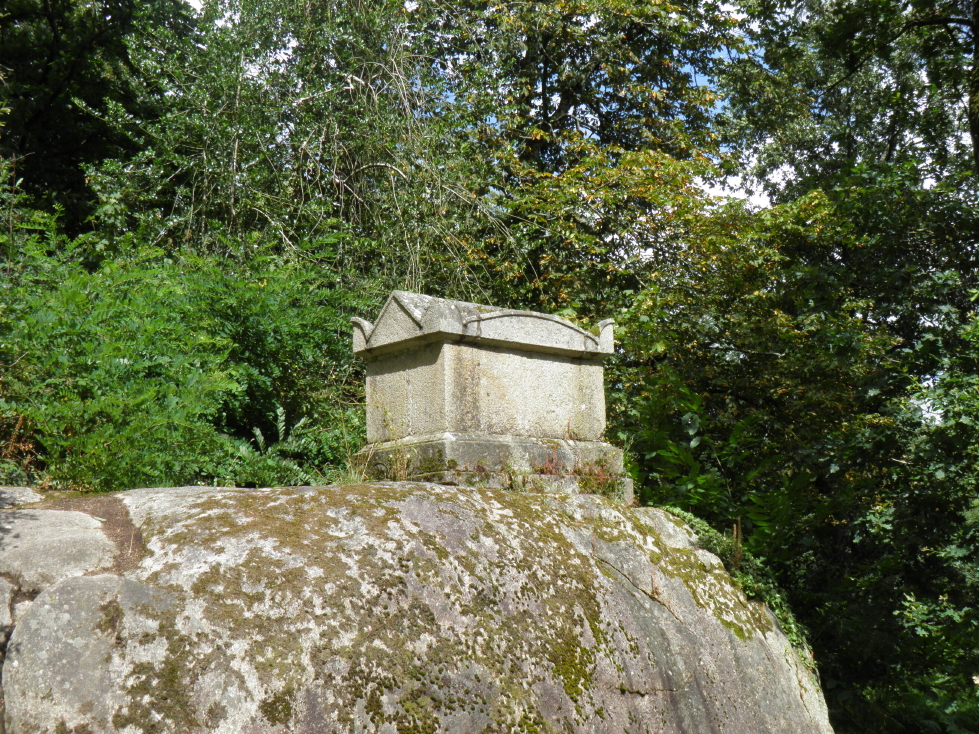
Tombeau à l'antique.

La colonne de Madrid serait un réemploi d'un élément architectural du château de Madrid. Ce château de la Renaissance est construit à Neuilly-sur-Seine par François Ier et détruit à la fin du XVIIIe siècle. Aucune trace dans les archives ne permet de confirmer cette hypothèse. Cela constitue néanmoins, là encore, un hommage à l'histoire de France et particulièrement à la période de la Renaissance.
La borne milliaire est érigée en 1813. Selon François-Frédéric Lemot, la voie romaine entre Nantes et Poitiers traversait le domaine, ce qui s'est révélé en réalité fantaisiste. Cependant, cette borne se voulait un moyen de rappeler le passage de ce chemin dans le parc, le long de la rivière. De l'autre côté du chemin, un montoir en pierre a été aménagé, sur le modèle des sièges antiques servant aux cavaliers romains à monter sur leur cheval.
Le bain de Diane est un enrochement naturel aménagé en 1815 dans le lit de la rivière qui se veut le lieu de repos de la déesse romaine de la chasse. Pour cela, François-Frédéric Lemot s'est inspiré des rives du lac de Nemi près de Rome, et des Métamorphoses d'Ovide. L'effet sauvage des lieux est renforcé par les bosquets de charmes plantés tout autour,.

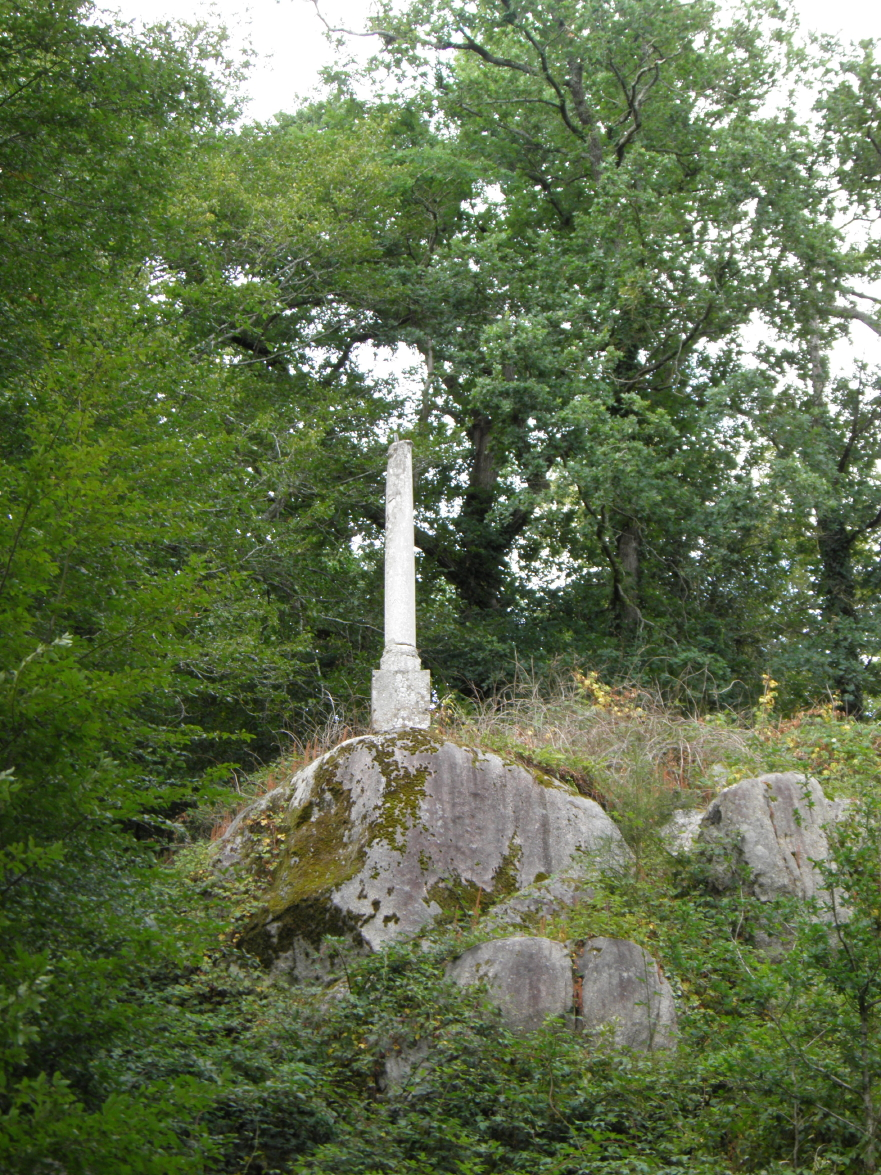
Colonne de Madrid.
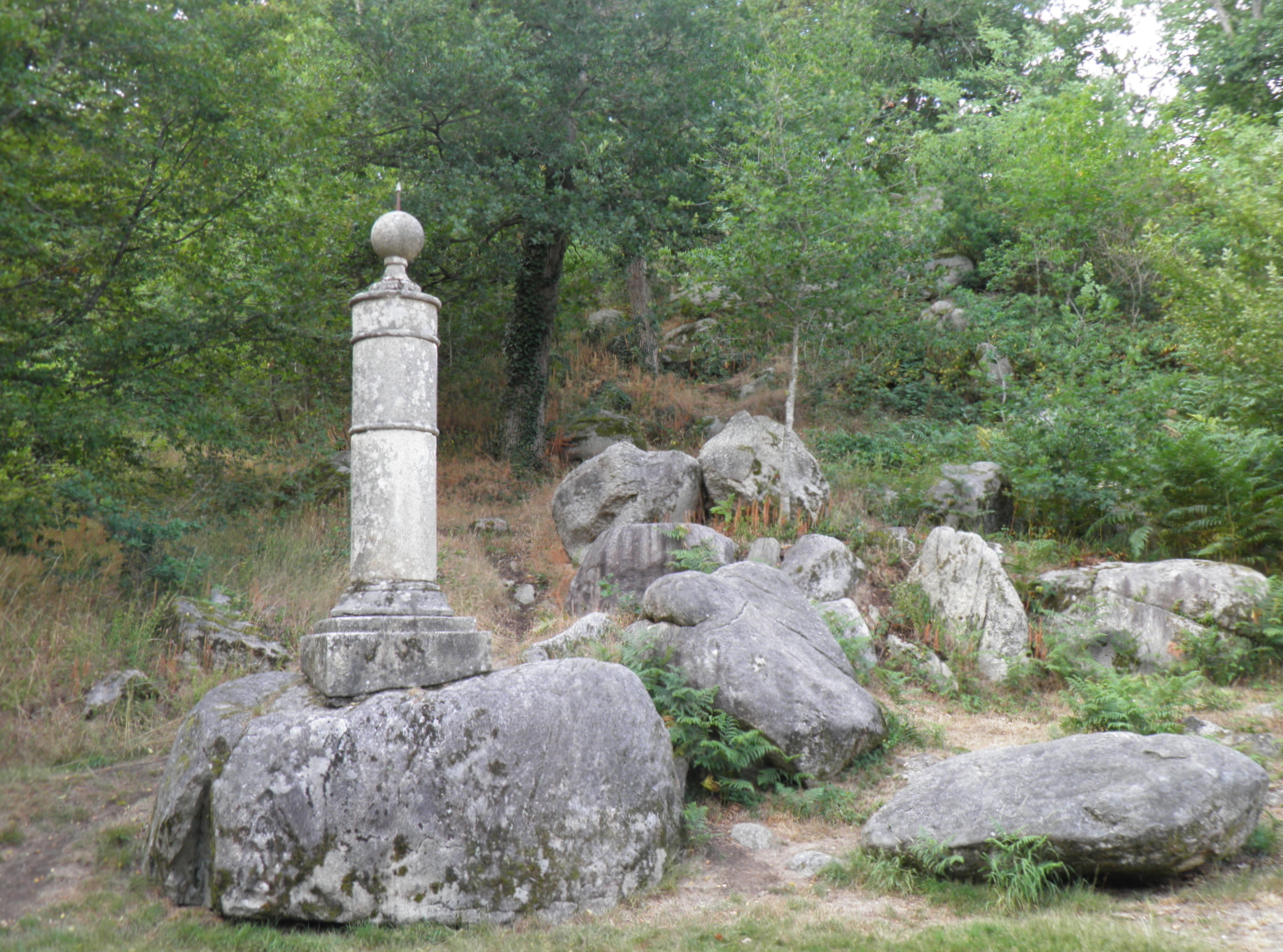
Borne Milliaire.
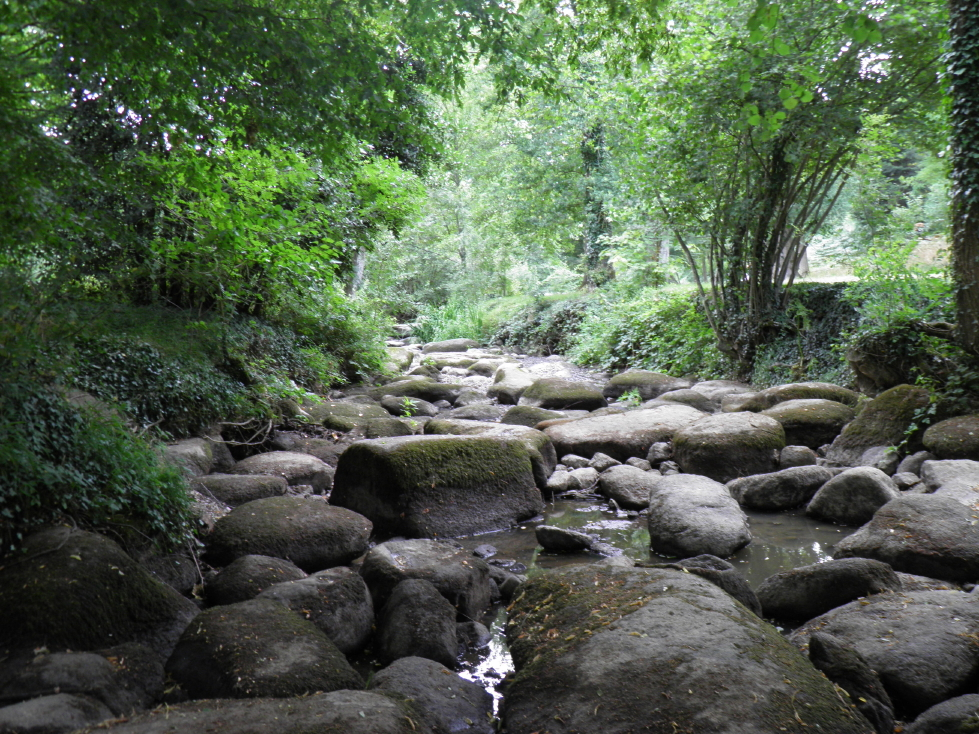
Bains de Diane.

Le moulin de Plessard est racheté par François-Frédéric Lemot en 1823 qui le laisse alors simplement dans son état initial, à cheval sur la rivière. Il est reconstruit dans le style italien entre 1851 et 1854 par son fils et Paul Méchinaud, architecte local. Le bâtiment est encore agrandi en 1901,.

### Fabriques situées sur l'autre rive de la Sèvre

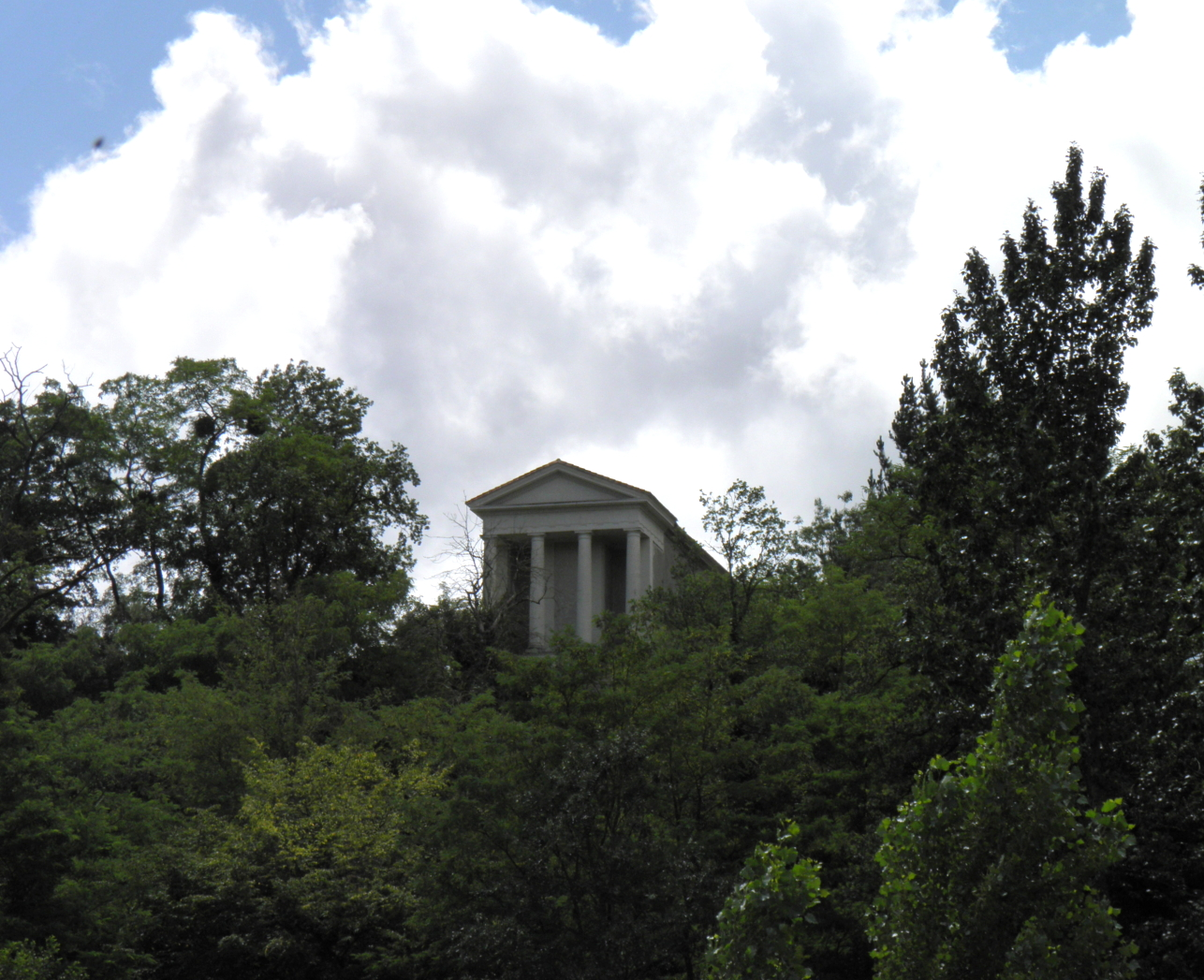
Le temple de l'Amitié, situé dans le cimetière de Clisson, de l'autre côté de la vallée

Le parc, par l'orientation de la pente, est entièrement tourné vers l'autre rive de la Sèvre : cette rive gauche était donc un lieu privilégié pour y aménager d'autres fabriques qui puissent répondre aux perspectives du domaine.
L'obélisque, dessiné par Crucy, devait être installé à l'origine dans l'enceinte du château de Clisson. C'est l'architecte nantais qui convainc François-Frédéric Lemot de l'installer de l'autre côté du parc, toujours sur l'autre rive, pour en renforcer la perspective. Une fois le terrain situé sur la commune de Cugand, en Vendée, acquis en 1814, l'édifice y est construit en 1815 dans des proportions lui permettant d'être vue depuis la villa.
Le temple de l'Amitié est une ancienne chapelle funéraire appelée « église Saint-Gilles » située dans le cimetière de Clisson. François-Frédéric Lemot l'acquiert en 1808 et y fait ajouter en 1812 un portique dorique sur la façade donnant sur la vallée et sur la villa du domaine. L'objectif est alors d'en faire un temple qui devait recevoir la dépouille des frères Cacault. Il n'est achevé qu'en 1824. François-Frédéric Lemot seul y est finalement inhumé à sa mort en 1827,.

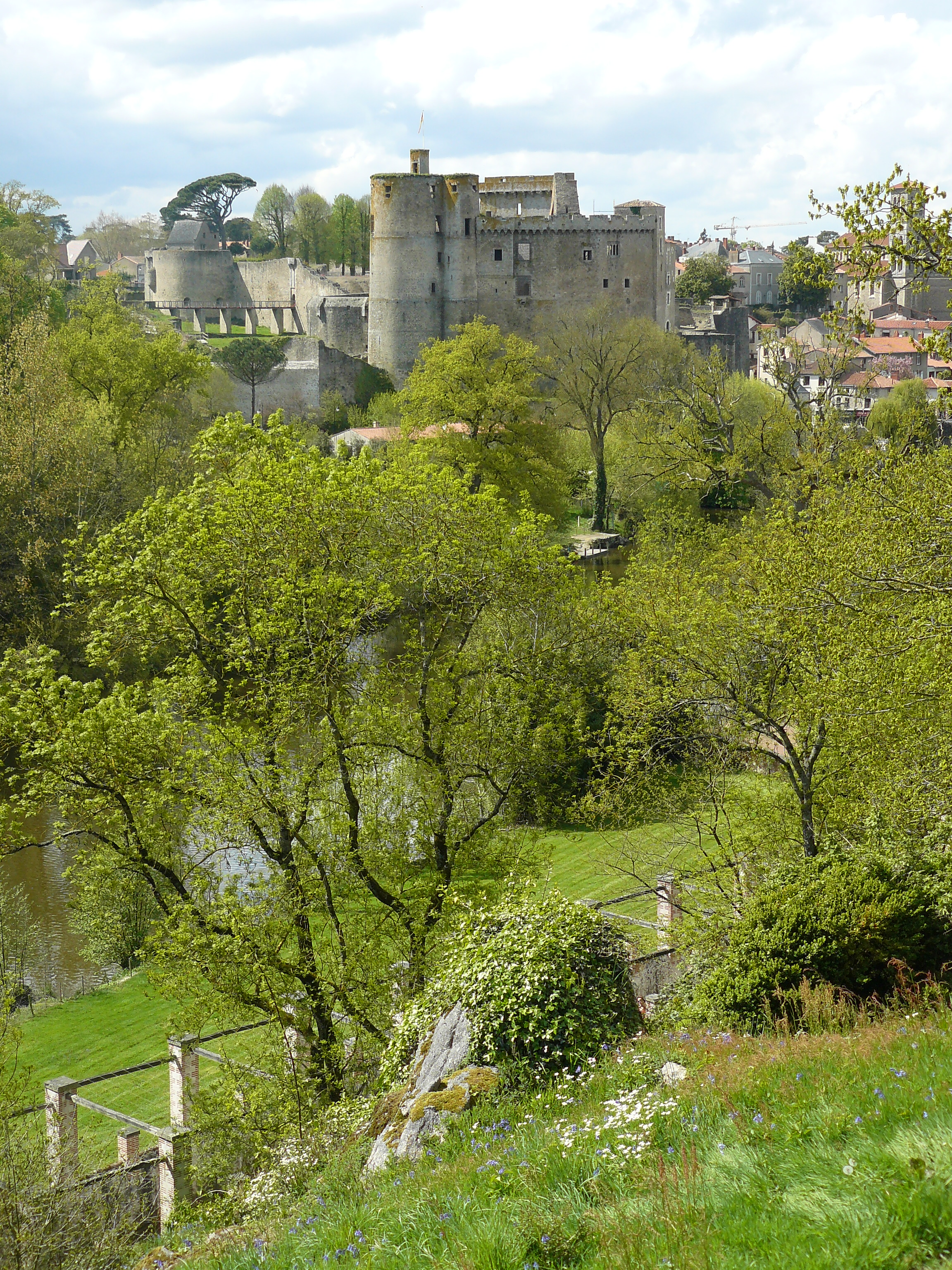
Château de Clisson vu de la Garenne Lemot.

La colonne Henri-IV est une colonne surmontée d'un buste du roi de France. Il s'agit d'une des dernières fabriques réalisées par François-Frédéric Lemot qui sculpte sans doute lui-même le buste. Il est en effet aussi célèbre pour avoir sculpté la statue équestre du même roi située sur le pont Neuf à Paris. Elle est destinée à procurer une perspective à la terrasse de la villa, c'est aussi un symbole de l'adhésion de François-Frédéric Lemot au régime de la Restauration,.
Pour François-Frédéric Lemot, les ruines du château de Clisson constituent une fabrique du parc à part entière. Elles peuvent être observées par les visiteurs du parc depuis la terrasse de la villa. C'est pourquoi, il se rend propriétaire des vestiges qu'il consolide plus qu'il ne les restaure. C'est un des premiers exemples en France d'intégration de ruines médiévales pittoresques dans un parc à fabriques, pratique courante en Angleterre depuis le début du XVIIIe siècle.

### Fabriques contemporaines
Depuis l'installation du Frac des Pays de la Loire dans le domaine entre 1988 et 1994, la Garenne Lemot est étroitement associée à l'art contemporain. Deux fabriques conçues par des artistes contemporains sont ainsi installées dans le parc, au même titre que les fabriques anciennes. Il s'agit tout d'abord de l'œuvre intitulée Pergola/Two-Way Mirror Bridge for Clisson, située sur les bords de la Sèvre, à l'est du parc, créée en 1989 l'artiste américain Dan Graham. Il a conçu spécialement pour ce lieu une installation mêlant matériaux naturels et artificiels. C'est une cabane de verre à deux pans protégeant un petit passage sur une pièce d'eau, le tout reflétant le parc tout autour. La deuxième fabrique est une œuvre de Pascal Convert intitulée L'Appartement de l'artiste, située dans les sous-bois à proximité de la villa. Ce petit édifice de marmorite noire n'a pas été conçu pour le parc mais lors de la résidence de l'artiste à la Villa Médicis en 1990 alors qu'il était pensionnaire à l'Académie de France à Rome. Ces deux œuvres appartiennent à la collection du Frac des Pays de la Loire.

## Un espace naturel entretenu

### Un parc aménagé et planté

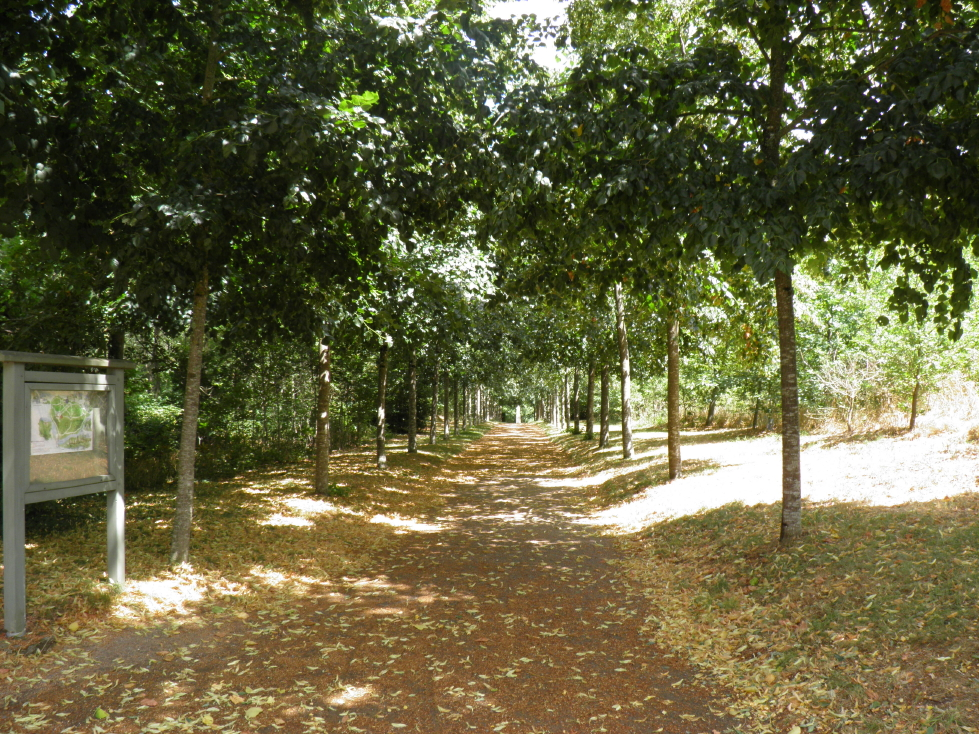
L'allée en direction du rond-point de Diane à la sortie de la villa.

Sous l'apparence d'une nature sauvage et pittoresque, les espèces florales ont fait l'objet d'un choix minutieux au début du XIXe siècle. Les espèces d'arbres sont tout d'abord choisies en fonction des préconisations des traités de jardinages de l'époque : l'acacia, l'aulne, le bouleau, le châtaignier, le cèdre, le charme, le chêne, l'épicéa, l'érable, le frêne, l'if, le marronnier, le mélèze, le noyer, l'orme, le peuplier, le platane, le saule, le tilleul, le vernis du Japon, le sorbier, le poirier et le pommier ou le merisier. François-Frédéric Lemot sélectionne aussi des pins dans le but de renforcer l'aspect de paysage d'Italie : pin maritime, pin parasol et pin sylvestre. À ces arbres, sont ajoutés des arbustes dans le but de renforcer la densité des massifs : le troène, le houx, le noisetier, ainsi que des lilas, rosiers et genêts.
Le jardin est lui-même aménagé pour la promenade et la contemplation de points de vue. Deux parties principales peuvent être distinguées. La partie haute du parc est organisée en trois allées principales et convergeant toutes vers la villa et son esplanade. La première se dirige vers l'ouest et l'une des entrées du parc en face de la route de Cholet. Au centre du rond-point où elle aboutit se trouve l'ancienne glacière du parc. La seconde, située dans l'axe de la villa rejoint le potager, la troisième, orientée vers le nord-est, s'achève au cirque de Diane au centre duquel se trouve d'ailleurs une statue de Faustine. La partie basse du parc est organisée à partir de l'entrée depuis la ville de Clisson et l'ancien hôpital Saint-Antoine, où se trouve la maison du portier. Après un passage sous une treille de vigne vierge, l'allée serpente le long de la vallée de la Sèvre à travers les arbres et les fourrés, entre espaces successivement ouverts et fermés, tout en ménageant des points de vue sur les principales fabriques du jardin. Elle permet de remonter jusqu'au rond-point de Diane en passant par la dernière fabrique la plus orientale du parc, le temple de Vesta.

### Plan de gestion et de restauration

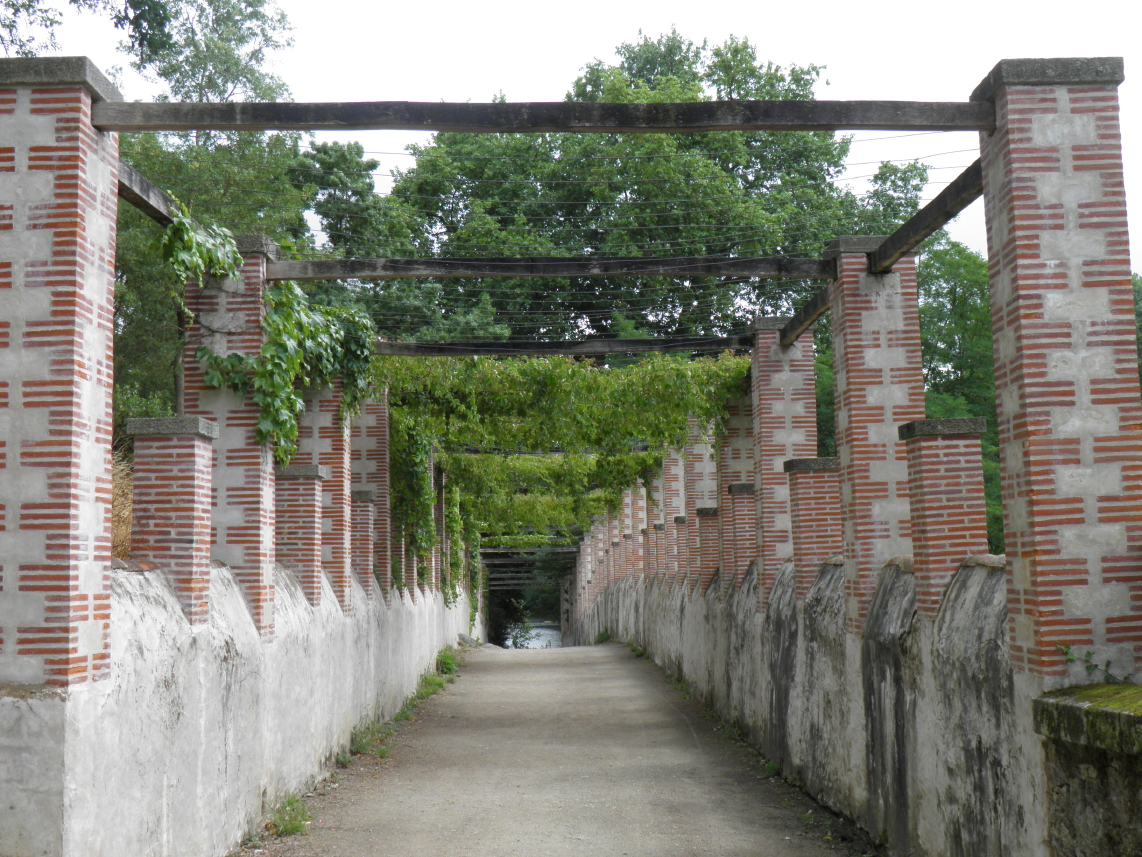
La treille de l'entrée du parc à la suite de sa restauration.

Après diverses recherches historiques sur le parc, à travers notamment l'étude de la correspondance entre François-Frédéric Lemot et son régisseur, une première restauration du parc est entamée en 1992. En 1999, est lancée une étude pour la mise en place d'un plan de gestion du parc accompagnée d'une étude sanitaire du parc. L'objectif de ce plan est de mettre en place une conservation dynamique du patrimoine végétal par l'établissement d'un schéma directeur des restaurations, des plantations et des entretiens des différents espaces. Ce plan de gestion est réalisé en collaboration avec l'historienne des jardins Elisabetta Cereghini et l'architecte Vincent Lurton. C'est un des premiers plans de gestion mis en place en France pour un jardin historique après celui du château de la Roche-Courbon et en même temps que le parc de Saint-Cloud.
Les nouveaux travaux de restauration commencent en 2002 avec pour finalité de restituer les ambiances pittoresques voulues par François-Frédéric Lemot, tout en prenant en compte les évolutions du parc depuis la mort du statuaire. Ils doivent à la fois pérenniser le patrimoine végétal du parc et contribuer à son renouvellement nécessaire. Des contraintes extérieures comme les conditions climatiques mais aussi la fréquentation par les visiteurs sont prises en compte. Il est ainsi prévu de planter des conifères tels que des sapins, des genévriers de Virginie, des thuyas ou encore des alisiers, cerisiers, néfliers, lauriers, et des essences florifères : la bignone, la clématite, le daphné, hydrangea sp., le tamaris, la viorne obier ou encore le jasmin volubile. Les choix de rosiers sont effectués en fonction des variétés existantes à la fin du XVIIIe siècle et au début du XIXe siècle.

### Une zone naturelle

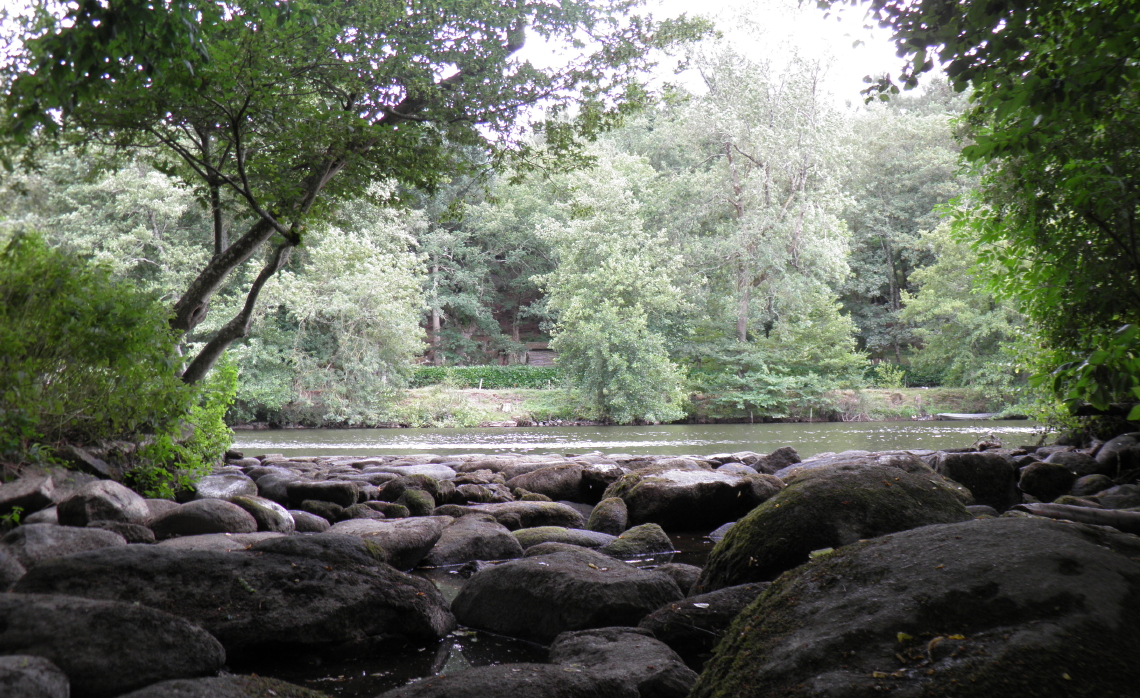
Les bords de Sèvre vus depuis les bains de Diane.

Le domaine est compris dans la zone naturelle d'intérêt écologique, faunistique et floristique (ZNIEFF) de type 2 (2e génération) « Vallée de la Sèvre de Nantes à Clisson » dont elle constitue l'extrémité sud. Cette ZNIEFF, dont l'inventaire a commencé en 1989 et s'est achevé en 2005, comprend des habitats naturels déterminants composés, outre des eaux courantes de la rivière, de forêts caducifoliées, de fourrés alluviaux et de végétations du bord des eaux. Dans ces milieux, il a été constaté la présence de trois espèces de faunes protégées et quatre spécimens rares ou menacés, ainsi que sept espèces de flore protégées et dix-sept spécimens rares ou menacés.
Les spécimens de faune rares et protégés sont trois espèces de poissons : la lamproie de rivière (Lampetra fluviatilis), l'anguille européenne (Anguilla anguilla) et le grand brochet (Esox lucius) ainsi qu'une espèce de serpent : la couleuvre vipérine (Natrix maura). Parmi les spécimens de flore déterminants, on note la présence d'une fougère, l'ophioglosse commun (Ophioglossum vulgatum), sept monocotylédones : la laîche bleuâtre (Carex depauperata), l'orchis verdâtre (Coeloglossum viride), la luzule des bois (Luzula sylvatica), l'orchis punaise (Orchis coriophora), l'orchis à fleurs lâches (Orchis laxiflora), l'orchis brûlé (Orchis ustulata), le scirpe à trois angles (Schoenoplectus triqueter) et enfin huit dicotylédones : l'angélique des estuaires (Angelica heterocarpa), la cardamine impatiente (Cardamine impatiens), la cératophylle submergé (Ceratophyllum submersum), la corydale à bulbe plein (Corydalis solida), l'isopyre faux-pigamon (Isopyrum thalictroides), le myosotis des bois (Myosotis sylvatica), l'orobanche du lierre (Orobanche hederae), et la véronique à feuilles de thym (Veronica acinifolia).

## Un centre culturel
Chaque année, la villa Lemot accueille des expositions d'art contemporain. Dans le cadre d'un programme d'échange avec l'Académie des beaux-arts, le domaine accueille chaque année depuis 1993 une exposition présentant le travail des artistes installés en résidence à la Casa de Velazquez à Madrid, résidence organisée en partenariat avec l'Académie. Après deux ans de résidence en Espagne, de jeunes artistes présentent chaque année à la villa le résultat de leurs travaux dans les domaines de la photographie, la peinture, la vidéo et le dessin.
Par ailleurs, un nouveau partenariat s'est mis en place avec le Frac des Pays de la Loire (qui a été logé sur le site entre 1988 et 1993) et le domaine depuis 2006. Une fois par an, le FRAC propose une exposition d'artistes contemporains. La première exposition s'est tenue en 2006 sous le titre « Chambre avec vues ».
Depuis 2010, de nouvelles résidences d'artistes sont mises en place par le Conseil général de Loire-Atlantique. Les artistes français ou étrangers accueillis passent quelques semaines ou quelques mois sur le domaine et produisent une œuvre qui peut ensuite être intégrée à l'exposition en cours. Ont été accueillis notamment Yannick Pouliot et Olive Martin dans le cadre de l'exposition "Jeux de rôles" .
Chaque année depuis 1994, en octobre, se tiennent les « Entretiens de la Garenne Lemot » : il s'agit d'un colloque pluridisciplinaire international principalement consacré aux relations entre l'Antiquité et le XVIIIe siècle. Organisé par l'association du même nom, le colloque est dirigé par l'ancien enseignant de l'université de Nantes, Jackie Pigeaud. Ses actes sont publiés ces dernières années aux éditions des Presses universitaires de Rennes. Parmi les thèmes abordés : la lecture du jardin (1997), les académies (1999), les voyages (2000), l'eau (2002), la rencontre des arts (2005), les métamorphoses (2006), miroirs (2008), la limite (2009), l'arbre (2010),.
Un centre de documentation consacré à l'art, à l'architecture et au paysage est également à la disposition du public, situé dans la maison du Jardinier. À la belle saison, une programmation culturelle est proposée dans le parc : danse, spectacles, concerts, cinéma en plein air sont organisés de mai à septembre dans le cadre d'une programmation départementale intitulée « Les beaux jours ».